# مبرهنة ايرنشو
مبرهنة ايرنشو (بالإنجليزية: Earnshaw's theorem)‏ تنص على أن مجموعة من الشحنات النقطية لا يمكن الحفاظ عليها في وضعية اتزان مستقر ساكن بمجرد الاعتماد على التآثر الكهروستاتيكي للشحنات. تم برهنة هذا بداية بواسطة الرياضياتي البريطاني صمويل ايرنشو سنة 1842. يستشهد بها غالبا في المجالات المغنطيسية ولكنها طبقت بداية على المجالات الكهروساكنة. تنطبق مبرهنة ايرنشو على قوى قانون التربيع العكسي الكلاسيكي سواء في الكهرباء أو المغناطيسية أو التجاذب المادي.